# Yordany Figueroa
Yordany Figueroa Hernández (ur. 15 marca 1983) – gwatemalski zapaśnik walczący w stylu wolnym. Zajął siedemnaste miejsce na mistrzostwach świata w 2005. Zdobył dwa srebrne medale na mistrzostwach panamerykańskich w 2004 i 2005 roku.
W zawodowych walkach MMA występuje jako "Kundo" od 2007 roku - dwie wygrane i jeden przegrany pojedynek.